# Boe
Pour les articles homonymes, voir Boe (homonymie) et Boi.
Boe, en nauruan Boi, est un des quatorze districts et une des huit circonscriptions électorales de Nauru.

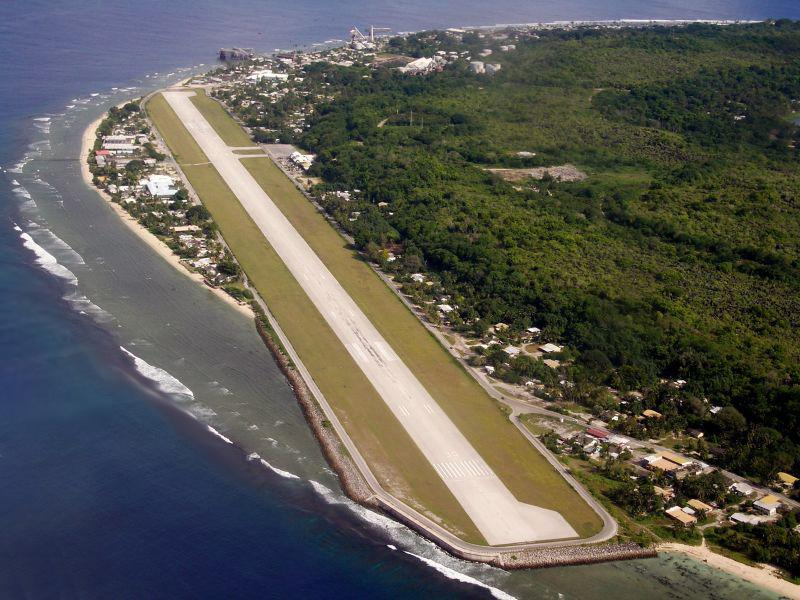
L'aéroport de Nauru est situé entre Boe et Yaren

## Étymologie
Selon l'allemand Paul Hambruch, le terme nauruan boe signifie « sous-le-vent ».

## District

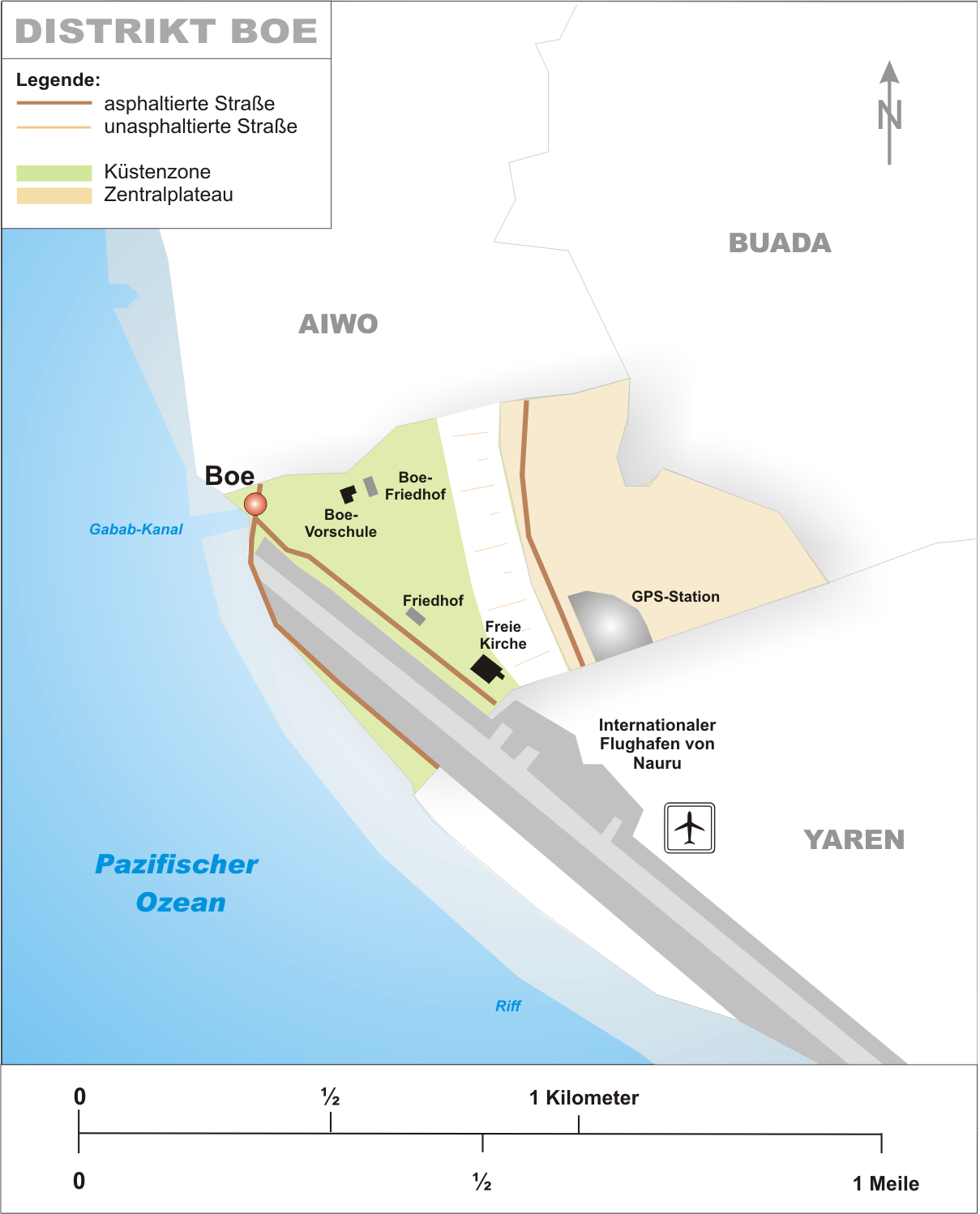
Carte du district de Boe.

### Géographie
Boe se trouve dans le Sud-Ouest de l'île de Nauru. Il est bordé par l'océan Pacifique au sud-ouest et par les districts de Aiwo au nord, Buada au nord-est et Yaren au sud-est.
Son altitude moyenne est de 15 mètres (minimale : 0 mètre, maximale : 50 mètres) et sa superficie est de 0,5 km2 (quatorzième rang sur quatorze).

### Infrastructures
Boe abrite sur son territoire de nombreuses infrastructures : le Nord de la piste d'atterrissage de l'aéroport international de Nauru, la station GPS, une église, le chenal Gabab, deux cimetières et un jardin d'enfants.
Le musée de Nauru — le seul du pays — se trouve dans le district.

### Population
Boe est peuplé de 728 habitants (troisième rang sur quatorze) avec une densité de population de 1 103 hab/km2.
La zone correspondant au district de Boe était composée à l'origine de quatre villages : Anamangidrin, Atubwinumar, Biteye et Kareeub.
Le second Angam Baby, Bethel Enproe Adam, est né à Boe le 31 mars 1949.

## Circonscription électorale

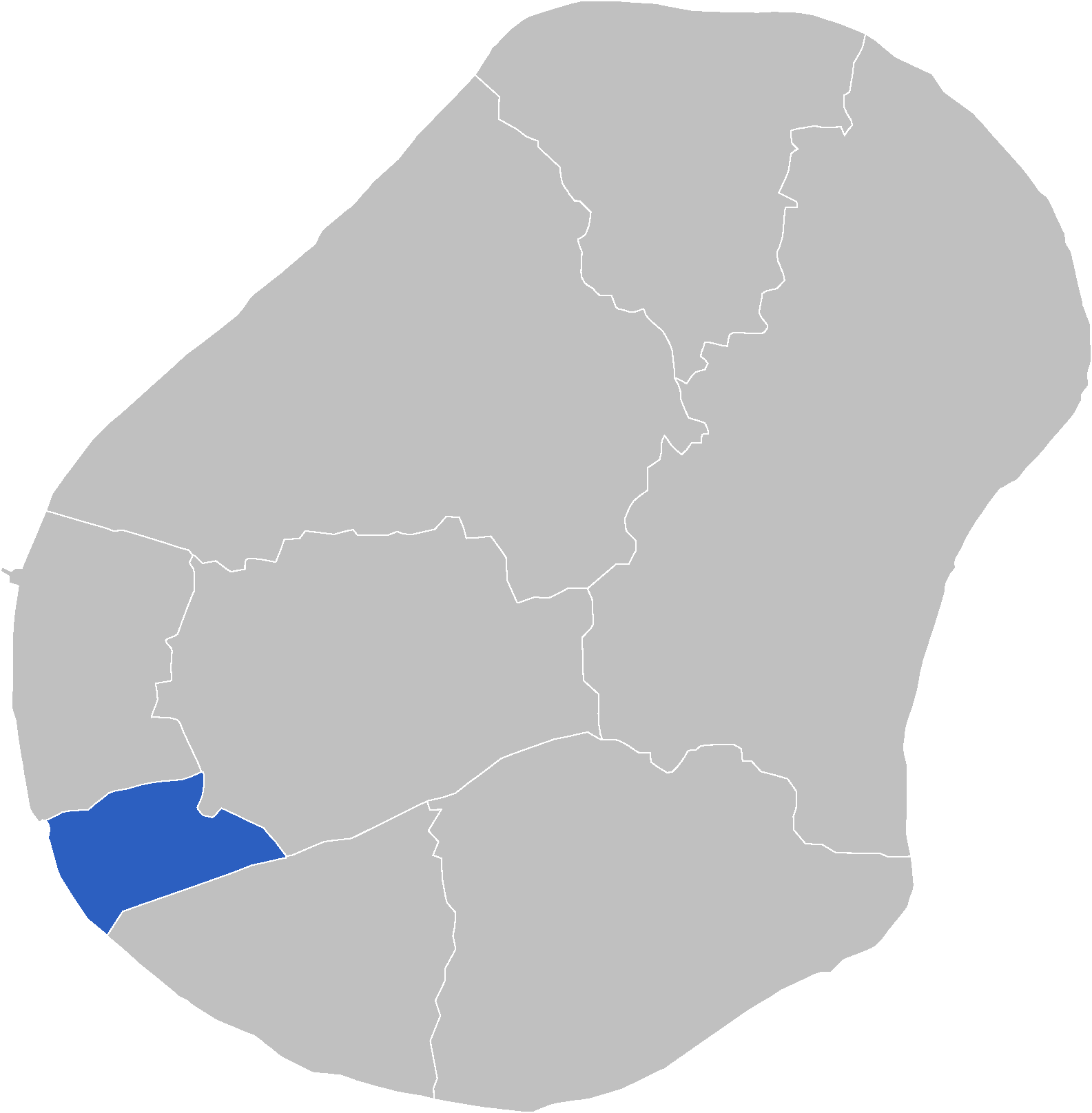
Carte de localisation de la circonscription électorale de Boe.

Boe fourni deux élus au Parlement de Nauru au terme des élections législatives.
| Candidat         | Valeur des votes |
| ---------------- | ---------------- |
| Baron Waqa       | 179,61           |
| Kinza Clodumar   | 168,93           |
| Mathew Batsiua   | 166,74           |
| Tazio Gideon     | 153,45           |
| Clinton Benjamin | 124,84           |
| Chanda Deiranauw | 120,19           |
| Ross Cain        | 115,49           |
| August Deiye     | 107,76           |
| Sam Billeam      | 103,42           |
| Isaac Aremwa     | 86,77            |
| Ike-Lani Capelle | 85,66            |
| Leslie Adam      | 79,8             |

| Candidat         | Valeur des votes |
| ---------------- | ---------------- |
| Mathew Batsuia   | 223,21           |
| Baron Waqa       | 211,82           |
| Kinza Clodumar   | 173,89           |
| Bernard Grundler | 131,26           |
| Tazio Gideon     | 119,12           |
| Detonga Deiye    | 118,57           |
| Chanda Deiranauw | 107,79           |
| Clinton Benjamin | 102,22           |
| Isaac Aremwa     | 99,31            |